# Kolana Selatan
Kolana Selatan is een bestuurslaag in het regentschap Alor van de provincie Oost-Nusa Tenggara, Indonesië. Kolana Selatan telt 1200 inwoners (volkstelling 2010).